# 공주 마곡사 오층석탑
공주 마곡사 오층석탑(公州 麻谷寺 五層石塔)은 대한민국 충청남도 공주시 마곡사 대웅보전 앞에 있는, 고려 후기의 석탑이다. 1984년 11월 30일 대한민국의 보물 제799호로 지정되었다.

## 개요
마곡사는 통일신라시대에 창건되었으며, 구한말에는 독립운동가 김구와도 인연이 깊었던 사찰이다. 김구는 명성황후 시해에 가담했던 일본인 장교라 생각했지만 정작 일반 상인이었던 일본인을 죽인 후 인천형무소에서 옥살이를 하다가 탈옥하여 이 절에 숨어서 승려로 지냈는데, 지금도 대광보전 앞쪽에는 김구가 심었다는 향나무가 자라고 있다.
절마당에 우뚝 서 있는 이 탑은 탑 전체의 무게를 받쳐주는 기단(基壇)을 2단으로 쌓고, 그 위로 5층의 탑신(塔身)을 올린 후 머리장식을 올린 모습이다. 탑신의 몸돌에는 부처, 보살 등을 조각해 놓았고, 지붕돌은 네 귀퉁이마다 풍경을 달았던 흔적이 보이는데, 현재는 5층 지붕돌에만 1개의 풍경이 남아 있다. 청동으로 만들어진 꼭대기의 머리장식은 이 탑에서 가장 눈에 띄는 부분으로, 중국 원나라의 라마탑과 그 모습이 비슷하다.
길쭉한 감이 있어 안정감은 적으나 당당한 풍채로 버티고 서있다. 만들어진 시기는 머리장식의 독특한 모습으로 보아 원나라의 영향을 받았던 고려 후기 즈음으로 여겨진다. 즉 고려 후기 당시 원나라와의 문화 교류가 활발히 이루어지면서 라마교 계통의 문화도 고려에 들어오게 되는데 이 탑은 그 문화의 한 예라고 할 수 있다.
임진왜란을 겪으면서 탑 안의 보물들을 거의 도난당하였으나, 1972년 해체하여 수리하는 과정에서 동으로 만든 향로와 문고리가 발견되었다.

## 현지 안내문
이 탑은 고려 말기에 원나라 라마교의 영향을 받아 세워진 탑이다. 높이는 8.7m이며, 높은 이중 기단 위에 높게 서 있는데 지붕돌 폭의 변화가 거의 없어 안정감이 없다. 이층 몸쳇돌에는 사방을 지키는 사방불이 새겨져 있고, 탑의 끝 부분에 라마탑에 보이는 풍마동 장식을 두었다. 다보탑이라고도 부른다. 라마교는 티베트에서 발생하여 원나라 때 크게 융성한 불교의 한 종파이다. 대광보전이 불탔을 때 크게 훼손되었고, 1974년에 현 위치로 옮겨 세웠다. 경천사탑, 원각사 탑과 함께 원나라 탑의 영향을 받은 것이다.

## 같이 보기
- 마곡사

## 참고 문헌
- 《충청남도지정문화재해설집》, 충청남도, 2001년

## 참고 자료
- 공주 마곡사 오층석탑 - 국가유산청 국가유산포털